# Celestino Bruni
Celestino Bruni, OSA também Celestino Bruno (1585 - 31 de maio de 1664) foi um prelado católico romano que serviu como bispo de Boiano (1653–1664).

## Biografia
Celestino Bruni nasceu em Veneza, na Itália, e foi ordenado sacerdote na Ordem de Santo Agostinho. No dia 18 de agosto de 1653, foi nomeado pelo Papa Inocêncio X Bispo de Boiano. No dia 7 de setembro de 1653, foi consagrado bispo por Giovanni Battista Maria Pallotta, Cardeal-Sacerdote de San Pietro in Vincoli, com Ranuccio Scotti Douglas, Bispo Emérito de Borgo San Donnino, e Patrizio Donati, Bispo Emérito de Minori como co-consagradores. Serviu como Bispo de Boiano até à sua morte a 31 de maio de 1664.
Foi o autor de "Parva Logica" e "Quodlibeticarum disputationum.